# Tipula (Eumicrotipula) invigilans
Tipula (Eumicrotipula) invigilans is een tweevleugelige uit de familie langpootmuggen (Tipulidae). De soort komt voor in het Neotropisch gebied.